# 高知ミツトヨ
株式会社高知ミツトヨは、かつて存在したミツトヨの連携子会社である。所在地は高知県高岡郡中土佐町大野見吉野であった。
ミツトヨは広島工場や宇都宮工場等を有するが、これらはミツトヨ直轄である一方、高知県内の工場は高知ミツトヨが有していた。
2022年（令和4年）7月1日付でミツトヨに吸収合併され、消滅した。

## 主な取り扱い製品
- マイクロメータヘッド、専⽤マイクロメータ、送りネジ他

## 沿革
- 1977年（昭和52年）- 三豊製作所（現・ミツトヨ）広島⼯場のマイクロメータ部品加⼯⼯場として、高知県高岡郡大野見村大股（現・中土佐町）に株式会社⼤野⾒精密を設立。
- 1978年（昭和53年）- マイクロメータ部品加工工場から、マイクロメータヘッド専門工場となる。
- 1980年（昭和55年）- 大野見村⼤股から大野見村吉野へ移転。
- 1989年（平成元年）- 株式会社高知ミツトヨに商号変更し、ミツトヨの連結⼦会社となる。事業拡大のため工場増築。
- 1990年（平成2年）- 三点式内側マイクロメータ部品加工を開始。
- 1994年（平成6年）- 外側マイクロメータ用内筒加工を、ミツトヨ広島事業所志和工場より移管。
- 2005年（平成17年）- ミツトヨ広島事業所志和製造部より内側マイクロメータの製造を移管。
- 2022年（令和4年）7月1日 - 親会社であるミツトヨに吸収合併され、消滅[2]。